# 癡 (2014年紀錄片)
《癡》是中國內地導演邱炯炯執導的一部電影紀錄片，最早於2014年上映，講述中國內地異議作家張先痴的人生經歷。

## 簡介
《癡》是演邱炯炯執導的第六部紀錄片。
本片從中國內地異議作家張先痴的自傳《格拉古軼事》出發，講述其人生經歷。張先痴生於1934年（中華民國大陸時期），父親是國民黨官員，年少時的張先痴背離父親加入中國共產黨，中共建立中華人民共和國後，張先痴於1957年（時年23歲）被定性為黑五類中的右派，被拘禁於勞改營長達23年，直至1980被平反釋放。主要着墨於他進入勞改營後的成長經歷。

## 上映
| 年份 | 上映地點/電影節            |
| ---- | -------------------------- |
| 2014 | 北京星空间画廊的小型放映會 |
| 2015 | 瑞士盧卡諾影展             |
| 2016 | 第40屆香港國際電影節       |